# Рудовляны
Рудовляны (бел. Рудаўляны) — деревня в Берестовицком районе Гродненской области Беларуси. Входит в состав Пограничного сельсовета.

## География
Деревня находится в западной части Гродненской области, к востоку от реки Свислочи, к западу от автодороги Р-99, на расстоянии приблизительно 6 километров (по прямой) к юго-западу от городского посёлка Большая Берестовица, административного центра района. Абсолютная высота — 136 метров над уровнем моря. Площадь населённого пункта — 0,215 км².

## История
По состоянию на 1905 год, в Рудовлянах проживало 480 человек. В административном отношении деревня входила в состав Голынской волости Гродненского уезда Гродненской губернии.
Согласно Рижскому мирному договору (1921), деревня вошла в состав межвоенной Польши. Входила в состав гмины Холынка Гродненского повета Белостокского воеводства. В 1921 году числилось 128 жителей, проживавших в 28 домах. В этническом составе населения того периода белорусы составляли 96,1 %, поляки — 3,9 %. В конфессиональном составе населения преобладали православные христиане (100 %).
С 1939 года в БССР.

## Население
По данным переписи 2019 года, в деревне проживало 2 человека.
| Год  | Население, человек |
| ---- | ------------------ |
| 1905 | 480                |
| 1921 | ↘ 128              |
| 2009 | ↘ 7                |
| 2019 | ↘ 2                |